# Andrew Young
Andrew Jackson Young, Jr. (ur. 12 marca 1932 w Nowym Orleanie) – amerykański polityk, dyplomata, działacz i pastor ze stanu Georgia. Był członkiem Kongresu z piątego okręgu wyborczego w Georgii, ambasadorem Stanów Zjednoczonych przy ONZ oraz burmistrzem Atlanty. Był on także przewodniczącym National Council of Churches w Stanach Zjednoczonych, członkiem Southern Christian Leadership Conference w czasie funkcjonowania ruchu praw obywatelskich, oraz wspierał i był przyjacielem Martina Luthera Kinga.
W 1980 roku Jimmy Carter odznaczył Younga najwyższym narodowym wyróżnieniem przyznawanym cywilom – Medalem Wolności.
Od stycznia 1990 roku, czyli zakończenia pełnienia funkcji na stanowiskach politycznych, Young założył lub był członkiem wielu organizacjach opierających się na działalności publicznej, lobby politycznym i stosunkach międzynarodowych, ze szczególnym uwzględnieniem Afryki.